# Park auf dem Nordbahnhof
Der Park auf dem Nordbahnhof ist ein 5,5 Hektar großer Park im Berliner Ortsteil Mitte zwischen Gartenstraße und Caroline-Michaelis-Straße auf dem Gelände des ehemaligen Nordbahnhofs.

## Geschichte
Ab 1842 fuhren vom damals noch Stettiner Bahnhof genannten Kopfbahnhof die Züge in Richtung Stettin und Pommern. Um dem stark wachsenden Verkehr Rechnung zu tragen, entstand 1876 ein Neubau auf dem drei Meter über dem Straßenniveau liegenden Gelände, der 1903 erweitert wurde. 1950 wurde der Bahnhof in Nordbahnhof umbenannt, um einen Namensbezug zu der nun in Polen liegenden Stadt Stettin zu vermeiden. 1952 erfolgte die Schließung des Bahnhofs sowohl wegen der schweren Kriegszerstörungen als auch wegen der für die Reichsbahn ungünstigen Lage, da die Gleise zunächst über West-Berliner Gebiet führten. Von 1955 bis 1962 wurde das Bahnhofsgebäude deshalb abgerissen. Die parallel zu den Fernbahngleisen verlaufenden Anlagen des Nord-Süd-Tunnels der S-Bahn mit der Tunneleinfahrt in Höhe der Schwartzkopffstraße wurden aber weiterhin betrieben.
Mit dem Bau der Mauer 1961 wurde das Gebiet Teil der Grenzanlagen. Es entstanden westlich der S-Bahn und entlang der 2005 angelegten Caroline-Michaelis-Straße die sog. Hinterlandmauer und Todesstreifen und eine weitere Grenzmauer, deren Verlauf heute durch eine Pflastersteinreihe gekennzeichnet ist. So ergab sich die Situation, dass die Grenze zwischen dem Ost-Berliner Bezirk Mitte mit der Hinterlandmauer im Westen, und dem West-Berliner Bezirk Wedding mit der drei Meter hohen Klinkermauer im Osten lag.

## Planung und Realisierung
Bereits 1995 fand ein städtebaulich-landschaftsplanerischer Ideenwettbewerb zur Gestaltung des Parks statt, den die Arbeitsgemeinschaft Atelier Loegler (Architekten) aus Krakau und Fugmann & Janotta (Landschaftsplaner) aus Berlin für sich entscheiden konnte. Erst im Frühjahr 2004 begann man mit der Realisierung des Projekts.
Der Park entstand unter der Leitung der Grün Berlin GmbH, nach den Plänen des Berliner Büros für Landschaftsarchitektur und Landschaftsentwicklung Fugmann & Janotta. Da die Mittel nicht kontinuierlich zur Verfügung standen, zog sich die Fertigstellung bis zur Eröffnung am 14. Mai 2009 hin, was aber noch nicht die komplette Fertigstellung nach dem Siegerentwurf bedeutete. Erst 2019 wurde beschlossen, den Park für 360.000 Euro fertig zu bauen.
Die Gesamtkosten beliefen sich auf ca. 1,6 Millionen Euro, die zu großen Teilen aus sogenannten Ausgleichsmaßnahmen für vorgenommene Eingriffe in Natur und Landschaft aus 15 verschiedenen Bauvorhaben finanziert wurden. Auf dem westlich anschließenden Gelände des ehemaligen Stettiner Vorortbahnhofs (heute: Stettiner Carré) errichtete die Deutsche Bahn Bürobauten für mehr als 2000 Mitarbeiter, sodass der Anteil der Deutschen Bahn ca. 65 % der Gesamtkosten betrug. Die restlichen Mittel kamen aus Vorhaben des Landes Berlins und anderer Investoren. Ergänzend standen Investitionsmittel des Bezirks Mitte in Höhe von ca. 40.000 Euro für den Bau eines Streetballplatzes und für Spielgeräte zur Verfügung. 2011 wurde der angrenzende Gebäudekomplex um das Nordbahnhof Carré erweitert und bildet heute mit 3700 Arbeitsplätzen den größten Standort der Deutschen Bahn in Deutschland.
Die Sanierung der Mauer an der Gartenstraße ist eine eigenständige Maßnahme und wird aus dem Denkmaltitel der Senatsverwaltung für Stadtentwicklung finanziert. Die Gesamtkosten hierfür betrugen ca. 1,1 Millionen Euro.

## Gestaltung

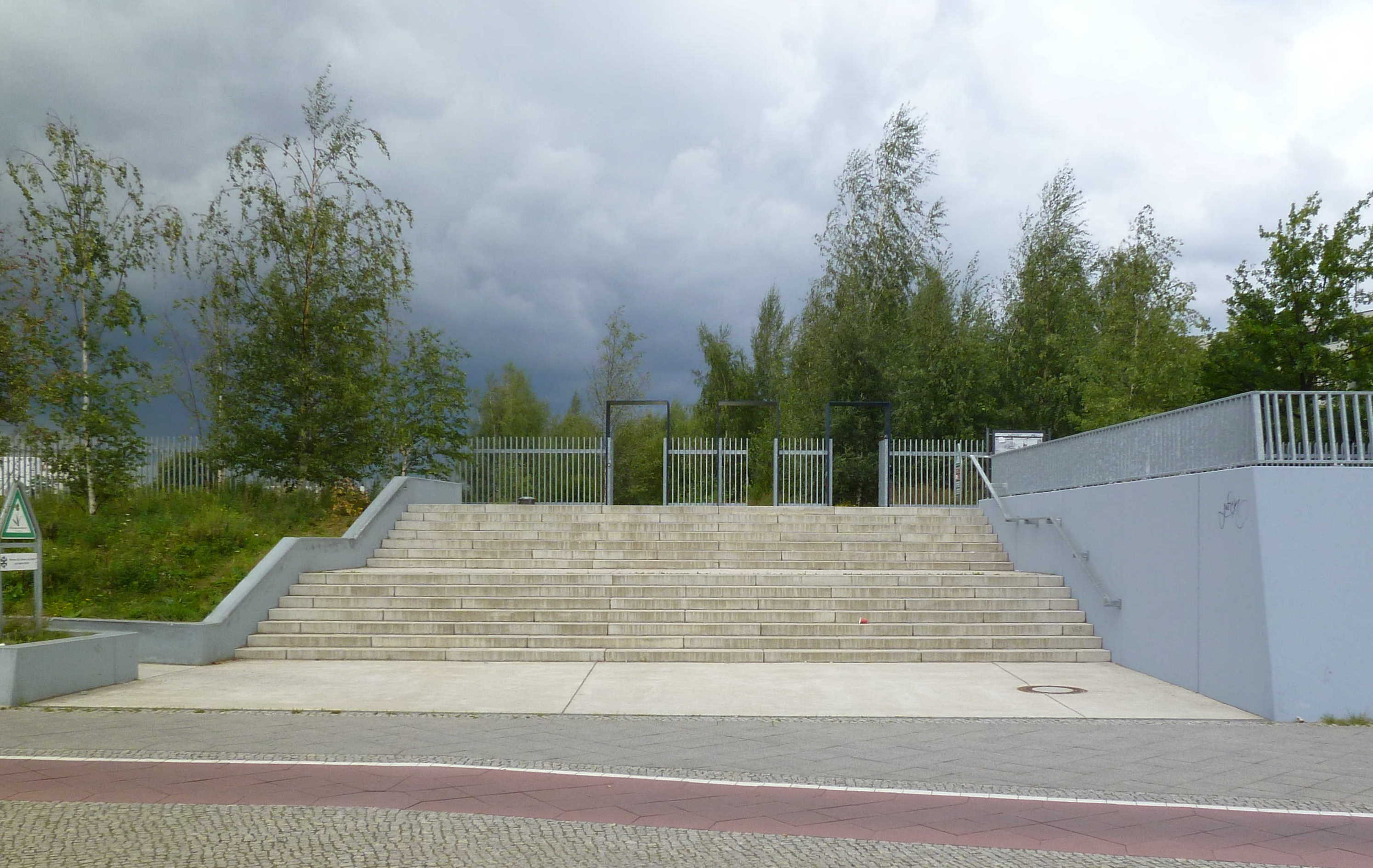
Haupteingang Julie-Wolfthorn-Straße

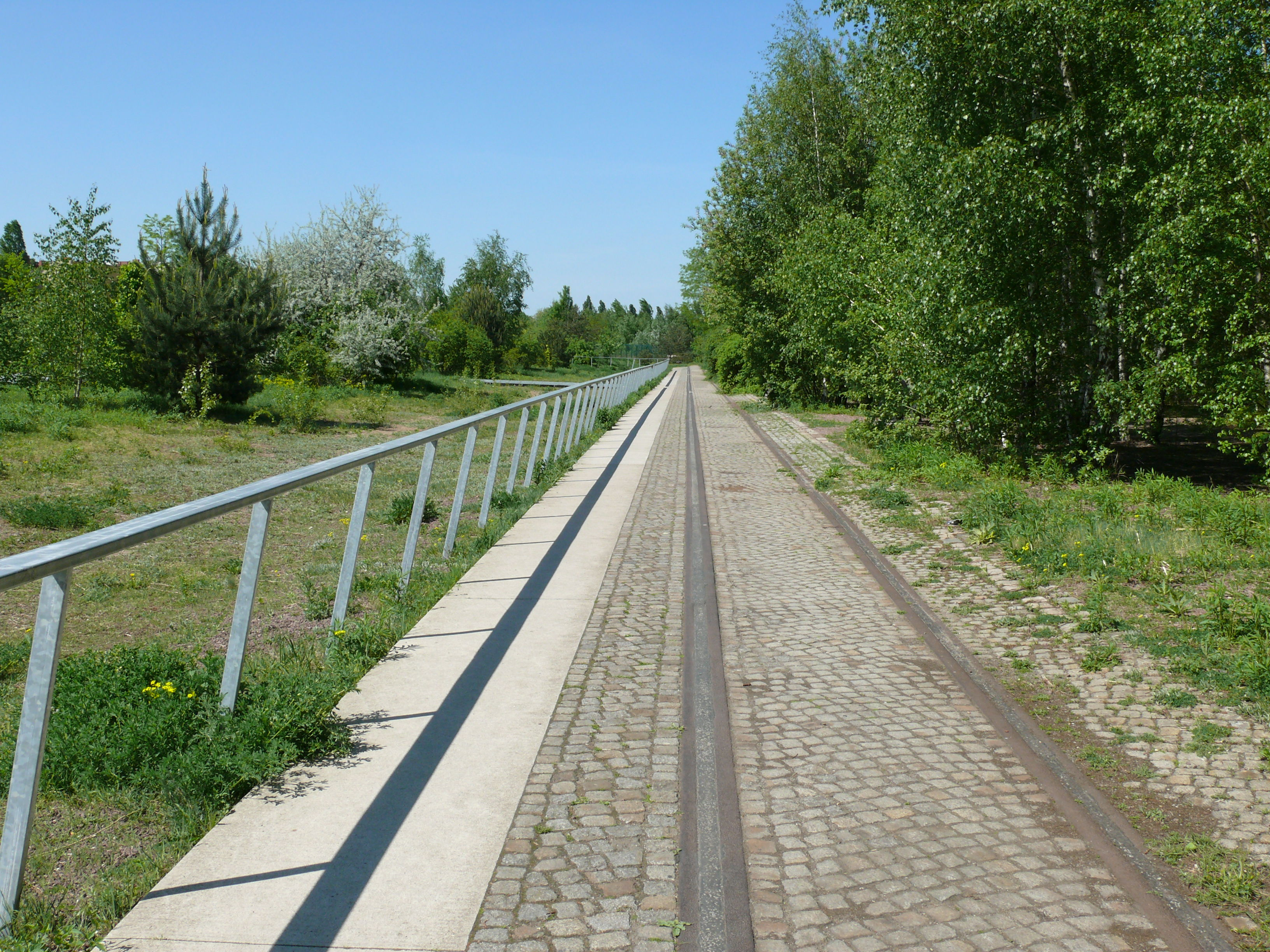
Park mit Schienenresten auf dem Hauptweg

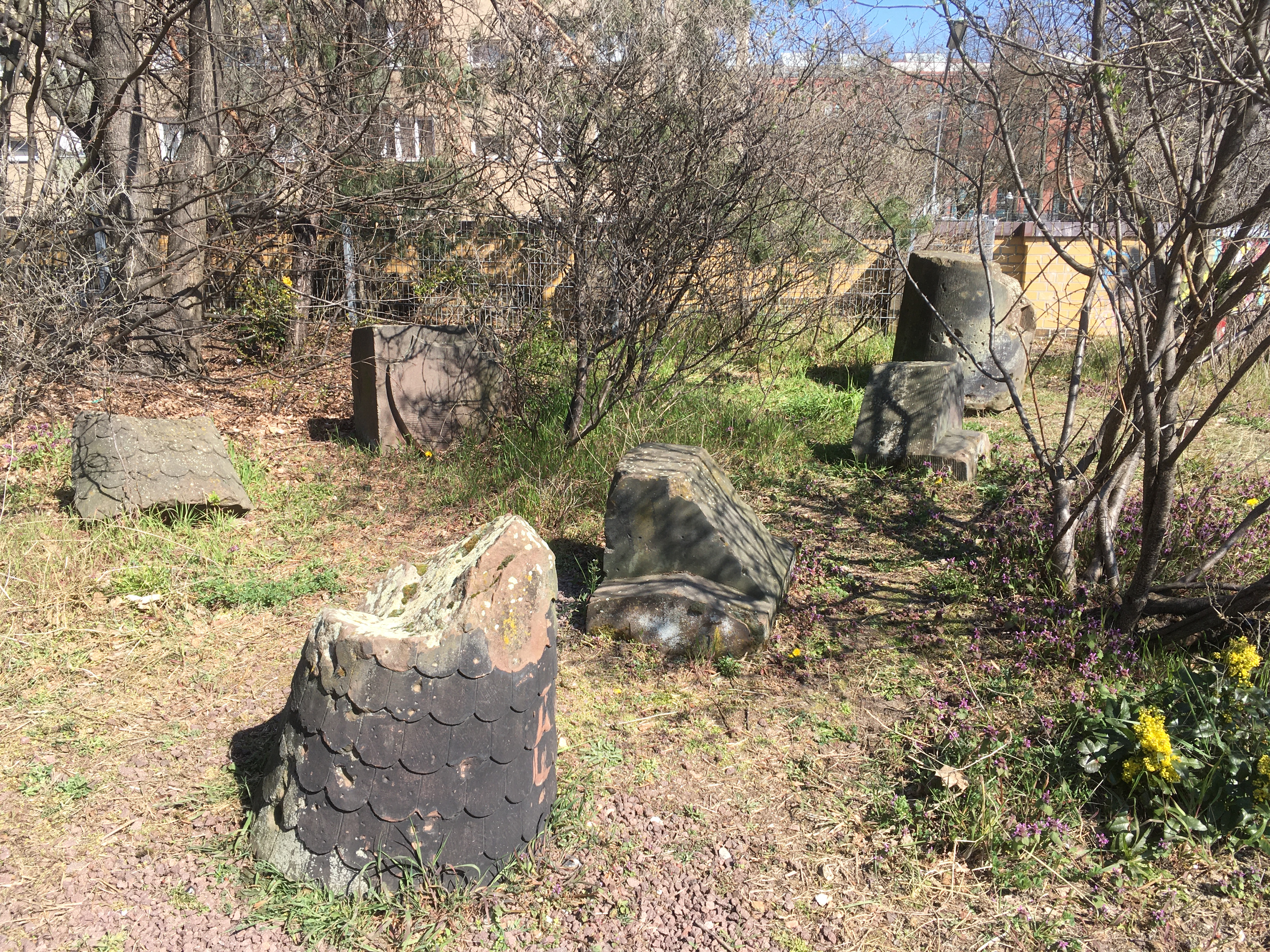
Bahnhofsruinen am nördlichen Ende

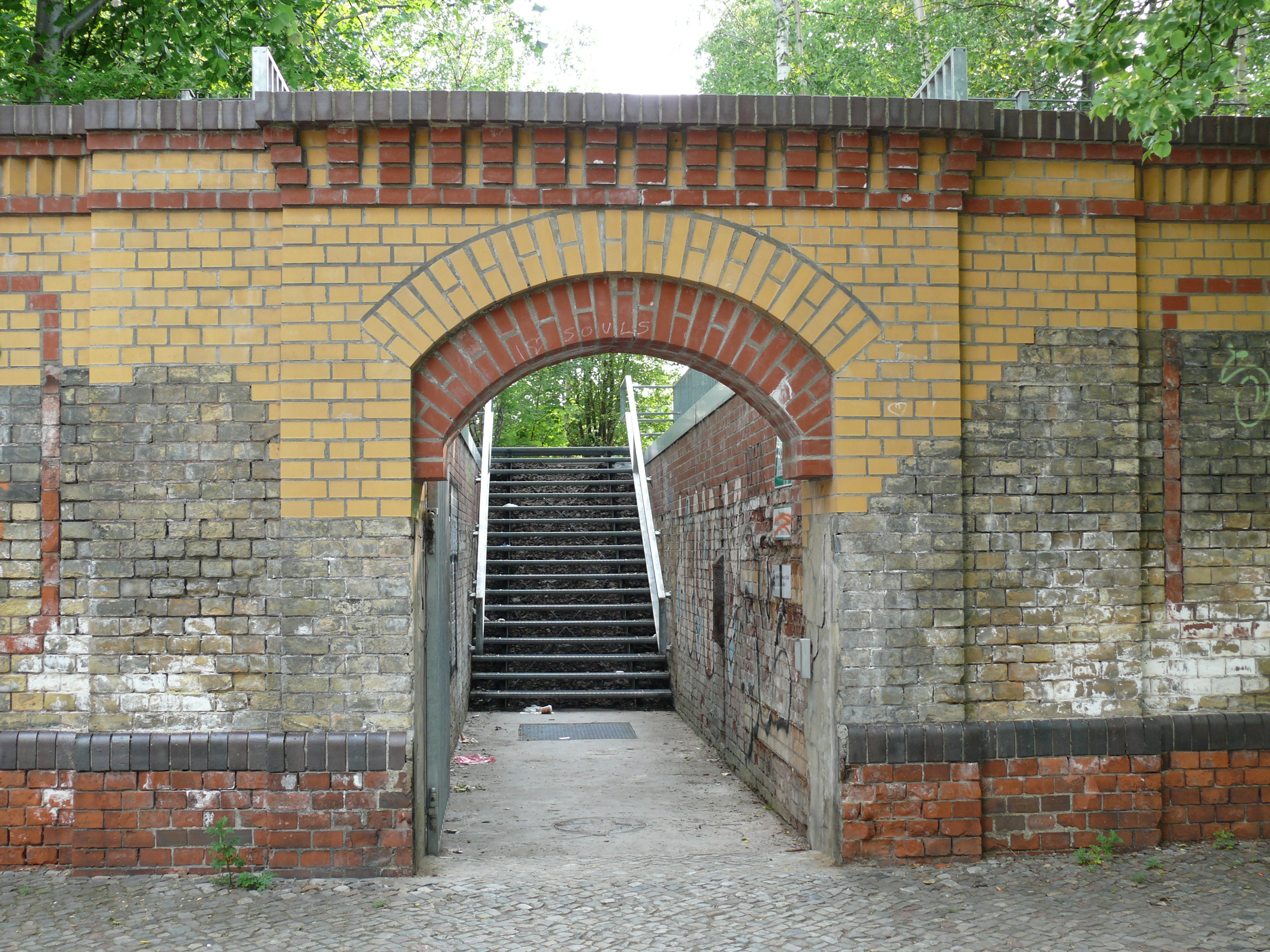
Eingang an der Gartenstraße

Markantestes Merkmal des Parks ist seine Lage drei Meter über dem Straßenniveau, das Erbe des Nordbahnhofs. Die hierfür erforderliche Klinkermauer an der Gartenstraße und die ehemalige Hinterlandmauer prägen den Charakter des Parks.
Es finden sich an vielen Stellen Überreste der ehemaligen Bahnanlagen. An der Schwartzkopffstraße steht das ehemalige Stellwerk Noa, das zu einem Townhouse umgebaut wurde. Eine weitere Besonderheit ist der Stettiner Tunnel, der die Ost-Berliner Schwartzkopffstraße mit der West-Berliner Gartenstraße verband, aber bereits 1952 von DDR-Behörden geschlossen wurde. Hier gibt es ein „archäologisches Fenster“, das einen Einblick in die ehemaligen vermauerten unterirdischen Grenzanlagen freigibt.
An die Vergangenheit als Teil der ehemaligen Grenzanlagen erinnern auch die Hinterlandmauer und der durch eine zweireihige Kopfsteinpflasterung markierte Verlauf der Grenzmauer sowie Teile des erhaltenen Postenwegs der Grenztruppen. Zusammen mit der nahe gelegenen Gedenkstätte Berliner Mauer ist der Park Teil des Mauergedenkkonzeptes.
Nach dem Fall der Mauer 1989 entwickelte sich auf dem ehemaligen Todesstreifen eine üppige Spontanvegetation aus Birken und berlintypischen, steppenartigen hohen Gräsern, die Lebensraum für viele Vögel und andere Kleintiere bietet. Diese Situation – „die große Wiese am Nordbahnhof“ – sollte erhalten bleiben und gibt dem Park heute seine Atmosphäre. In diese große Wiese wurden einzelne Inseln eingelassen, die über Metallstege mit den Hauptwegen verbunden sind. Hier finden sich Spiel- und Sportangebote sowie  Erholungsplätze. Schatten spenden hier lichte Bäume, die locker über die Rasenflächen verteilt sind. Am Rand entlang der Gartenstraße liegt ein 20 bis 30 Meter breiter Gehölzstreifen, der einen schattigen Ruhebereich bildet. Eine Schneise, die vom ehemaligen Mauerverlauf herrührt, wurde frei gehalten und für die Anlage des „Mauerwegs“ genutzt.
Bemerkenswert sind die aus Sandsteinen und Granitborden zusammengesetzten Steinkuben, die Lebensräume für verschiedene Kleintiere bieten sollen.
An der Wolfthornstraße sind in der Zuständigkeit des Bezirks Mitte der Hochseilgarten MountMitte und mehrere Beachvolleyballfelder entstanden, die mit dem Park verbunden sind und den südlichen Abschluss der Grünanlage bilden.
Aufgrund der S-Bahn, die den Nord-Süd-Tunnel im nördlichen Bereich des Parks verlässt, ist dieser Bereich aus Sicherheitsgründen weiträumig abgesperrt. Für Parkbesucher führt entlang dieser Absperrung ein schmaler freigegebener Bereich bis zu den Liesenbrücken, den man seitlich durch einen neu angelegten Treppenzugang an der Klinkermauer in der Gartenstraße verlassen kann.